# Amadeu de Lausana

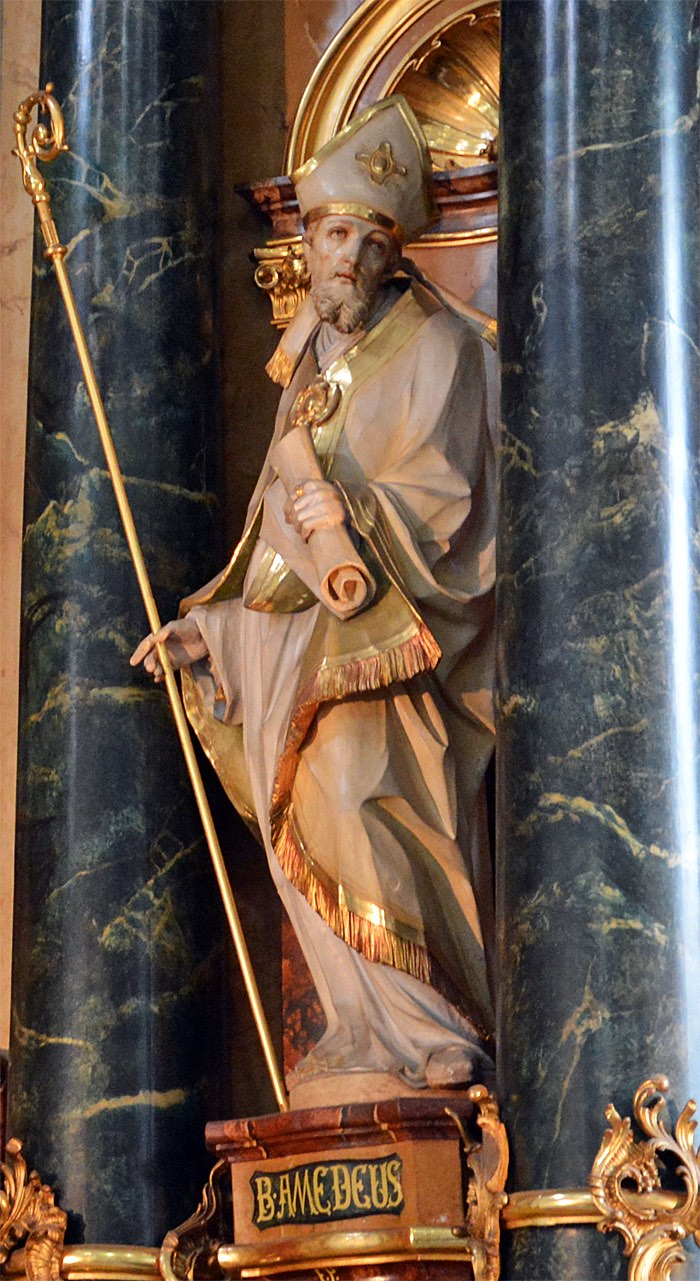
Estátua de Amadeu de na igreja da Abadia de Eschenbach

Amadeu de Lausana (c. 1110 – 27 de agosto de 1159) foi um monge cisterciense, abade da Abadia de Hautecombe e bispo católico de Lausana.

## Vida

### Antecedentes, juventude e educação
Amadeu nasceu por volta de 1110 no castelo de Chatte, a oeste de Grenoble. Seu pai era o conde Amadeu, o Velho de Clermont. Após a morte prematura de sua mãe, ele foi enviado para a abadia cisterciense de Bonnevaux com a idade de 10 anos para ser educado lá. Seu pai entrou no mesmo mosteiro como monge. Para aproveitar ainda melhores oportunidades educacionais, pai e filho mudaram-se para a Abadia de Cluny em 1121. O filho logo mudou-se para a corte do imperador Henrique V a fim de aprender a vida como um cavaleiro e se preparar para uma carreira aristocrática. Insatisfeito com este modo de vida, optou por ingressar num mosteiro cisterciense em 1125, desta vez escolhendo a famosa Abadia de Claraval, então chefiada por São Bernardo de Claraval .

### Abade de Hautecombe
Em 1139 ele foi enviado para a Abadia de Hautecombe em Savoy para servir como seu abade; 200 monges ficaram sob sua responsabilidade. Uma de suas decisões mais importantes foi mudar a comunidade de sua localização para um novo local nas margens do Lago do Bourget. Foi dito que as habilidades administrativas, ideais elevados, piedade e educação de Amadeu levaram Hautecombe a novas alturas como comunidade religiosa e de segurança econômica.

### Bispo de Lausana
O Papa Lúcio II elevou Amadeu ao bispado de Lausana em 1144. O abade relutou em aceitar, mas foi consagrado em 21 de janeiro de 1145. Seu serviço como bispo levou a um período de estabilidade espiritual e administrativa para a região. Ele sempre encontrou oposição, tendo que fugir da cidade por causa de moradores violentos. Ele conseguiu colocar a cidade sob a proteção de Bertoldo IV, duque de Zähringen. Amadeu estava particularmente interessado em educar melhor o clero e conduzi-lo a uma observância religiosa mais profunda.
Ele estava freqüentemente em contato com as autoridades eclesiásticas e seculares de sua época. Cartas e alvarás atestam seus contatos com o rei Conrado III, com o imperador Frederico I Barbarossa e o Papa cisterciense Eugênio III, que Amadeu conhecia desde seus dias em Claraval. Por um tempo, ele serviu como guardião legal do beato Humberto III, Conde de Saboia, quando o pai de Humberto, Amadeu III, morreu na Segunda Cruzada. 

### Espiritualidade
Como bispo, Amadeu costumava fazer retiros na Abadia de Haut-Crêt, localizada a 15 km a leste de Lausana. Suas devoções marianas são famosas, mas ele também venerava Santa Inês porque seu dia em memória (21 de janeiro) foi o dia em que Amadeu nasceu, começou a escola, entrou no noviciado, fez os votos monásticos, foi feito abade e consagrado um bispo. 

### Morte e subsequente veneração
Amadeu morreu em Lausana em 1159, aos 49 anos. Ele foi enterrado na catedral antes do Altar da Santa Cruz. A Veneração foi oficialmente aprovada em 1710 pelo Papa Clemente XI e confirmada em 1903; canonização oficial não ocorreu. Sua festa é 27 de agosto, o dia de sua morte.

## Homilias marianas
Os oito sermões marianos são seus escritos mais famosos. Como resultado, ele é frequentemente citado como um defensor clássico da piedade mariana no século XII. A sétima homilia é particularmente relevante, visto que o Papa Pio XII a citou em sua Constituição Apostólica Munificentissimus Deus (1950) sobre a Assunção de Maria. 